# P.J. Washington
Paul Jamaine Washington jr., detto P.J. (Louisville, 23 agosto 1998), è un cestista statunitense.

## Caratteristiche tecniche
Può giocare sia da ala piccola che da ala grande, è bravo a giocare sia spalle che fronte a canestro, oltre ad avere una buona prestanza fisica.

## Statistiche

### NCAA
| Anno      | Squadra           | PG | PT | MP   | TC%  | 3P%  | TL%  | RP  | AP  | PRP | SP  | PP   |
| --------- | ----------------- | -- | -- | ---- | ---- | ---- | ---- | --- | --- | --- | --- | ---- |
| 2017-2018 | Kentucky Wildcats | 37 | 30 | 27,4 | 51,9 | 23,8 | 60,6 | 5,7 | 1,5 | 0,8 | 0,8 | 10,8 |
| 2018-2019 | Kentucky Wildcats | 35 | 33 | 29,3 | 52,2 | 42,3 | 66,3 | 7,5 | 1,8 | 0,8 | 1,2 | 15,2 |
| Carriera  | Carriera          | 72 | 63 | 28,3 | 52,1 | 38,4 | 63,2 | 6,6 | 1,7 | 0,8 | 1,0 | 12,9 |

#### Massimi in carriera
- Massimo di punti: 29 vs Seton Hall (8 dicembre 2018)[2]
- Massimo di rimbalzi: 18 vs Virginia Military (18 novembre 2018)
- Massimo di assist: 8 vs North Carolina-Chapel Hill (22 dicembre 2018)
- Massimo di palle rubate: 3 (5 volte)
- Massimo di stoppate: 4 (6 volte)
- Massimo di minuti giocati: 40 vs Kansas State (22 marzo 2018)

### NBA

#### Regular Season
| Anno      | Squadra           | PG  | PT  | MP   | TC%  | 3P%  | TL%  | RP  | AP  | PRP | SP  | PP   |
| --------- | ----------------- | --- | --- | ---- | ---- | ---- | ---- | --- | --- | --- | --- | ---- |
| 2019-2020 | Charlotte Hornets | 58  | 57  | 30,3 | 45,5 | 37,4 | 64,7 | 5,4 | 2,1 | 0,9 | 0,8 | 12,2 |
| 2020-2021 | Charlotte Hornets | 64  | 61  | 30,5 | 44,0 | 38,6 | 74,5 | 6,5 | 2,5 | 1,1 | 1,2 | 12,9 |
| 2021-2022 | Charlotte Hornets | 65  | 28  | 27,2 | 47,0 | 36,5 | 71,6 | 5,2 | 2,3 | 0,9 | 0,9 | 10,3 |
| 2022-2023 | Charlotte Hornets | 73  | 73  | 32,6 | 44,4 | 34,8 | 73,0 | 4,9 | 2,4 | 0,9 | 1,1 | 15,7 |
| 2023-2024 | Charlotte Hornets | 44  | 17  | 29,2 | 44,6 | 32,4 | 71,3 | 5,3 | 2,2 | 0,9 | 0,7 | 13,6 |
| 2023-2024 | Dallas Mavericks  | 29  | 28  | 32,2 | 42,1 | 31,4 | 62,7 | 6,2 | 1,5 | 1,2 | 0,9 | 11,7 |
| 2024-2025 | Dallas Mavericks  | 57  | 56  | 32,2 | 45,3 | 38,1 | 72,2 | 7,8 | 2,3 | 1,1 | 1,1 | 14,7 |
| Carriera  | Carriera          | 390 | 320 | 30,6 | 44,8 | 35,8 | 70,9 | 5,9 | 2,3 | 1,0 | 1,0 | 13,1 |

#### Playoffs
| Anno     | Squadra          | PG | PT | MP   | TC%  | 3P%  | TL%  | RP  | AP  | PRP | SP  | PP   |
| -------- | ---------------- | -- | -- | ---- | ---- | ---- | ---- | --- | --- | --- | --- | ---- |
| 2024     | Dallas Mavericks | 22 | 22 | 35,7 | 42,7 | 34,8 | 70,9 | 6,6 | 1,4 | 0,7 | 0,8 | 13,0 |
| Carriera | Carriera         | 22 | 22 | 35,7 | 42,7 | 34,8 | 70,9 | 6,6 | 1,4 | 0,7 | 0,8 | 13,0 |

#### Massimi in carriera
- Massimo di punti: 43 vs Oklahoma City Thunder (28 marzo 2023)[3]
- Massimo di rimbalzi: 17 vs Oklahoma City Thunder (17 novembre 2024)
- Massimo di assist: 7 (3 volte)
- Massimo di palle rubate: 4 (10 volte)
- Massimo di stoppate: 6 vs Atlanta Hawks (9 gennaio 2021)
- Massimo di minuti giocati: 49 vs Miami Heat (17 febbraio 2022)

## Palmarès
- McDonald's All-American Game (2017)
- NBA All-Rookie Second Team (2020)